# Beisebol nos Jogos Pan-Americanos de 1955
As competições de beisebol nos Jogos Pan-Americanos de 1955 foram realizadas na Cidade do México, México. Esta foi a segunda edição do esporte nos Jogos Pan-Americanos.

## Quadro de medalhas
| Ordem | País                     | Medalha de ouro | Medalha de prata | Medalha de bronze | Total |
| ----- | ------------------------ | --------------- | ---------------- | ----------------- | ----- |
| 1     | DOM República Dominicana | 1               | 0                | 0                 | 1     |
| 2     | USA Estados Unidos       | 0               | 1                | 0                 | 1     |
| 3     | VEN Venezuela            | 0               | 0                | 1                 | 1     |
| Total | Total                    | 1               | 1                | 1                 | 3     |

## Medalhistas
| Event     | Ouro                     | Prata              | Bronze        |
| --------- | ------------------------ | ------------------ | ------------- |
| Masculino | DOM República Dominicana | USA Estados Unidos | VEN Venezuela |